# بلگایوم
بلگایوم
شهر بلگایوم (به انگلیسی: Belgaum) با جمعیت ۴۵۸٫۲۰۸ نفر در ایالت کارناتاکا در کشور هند واقع شده‌است.

## نگارخانه

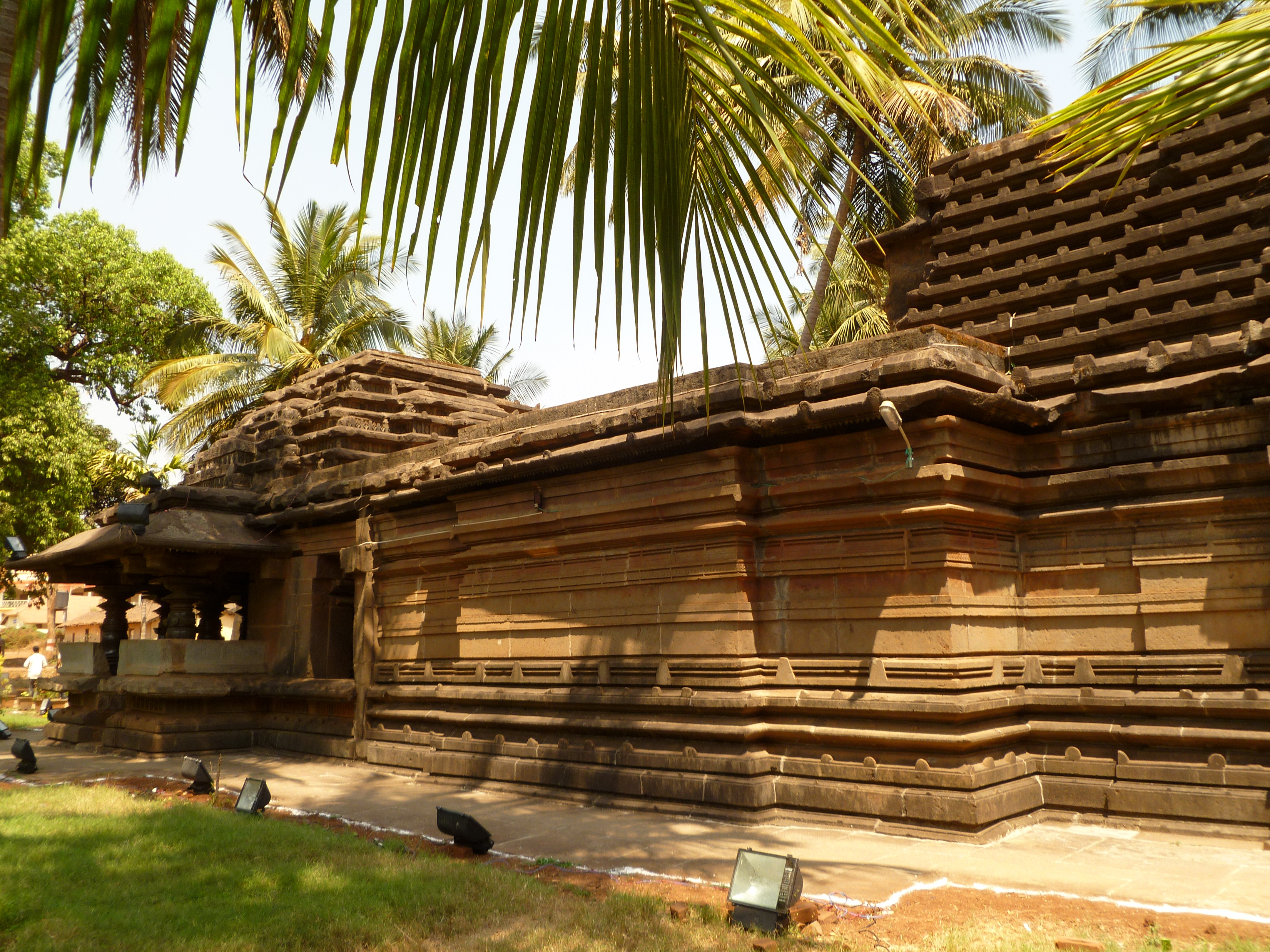
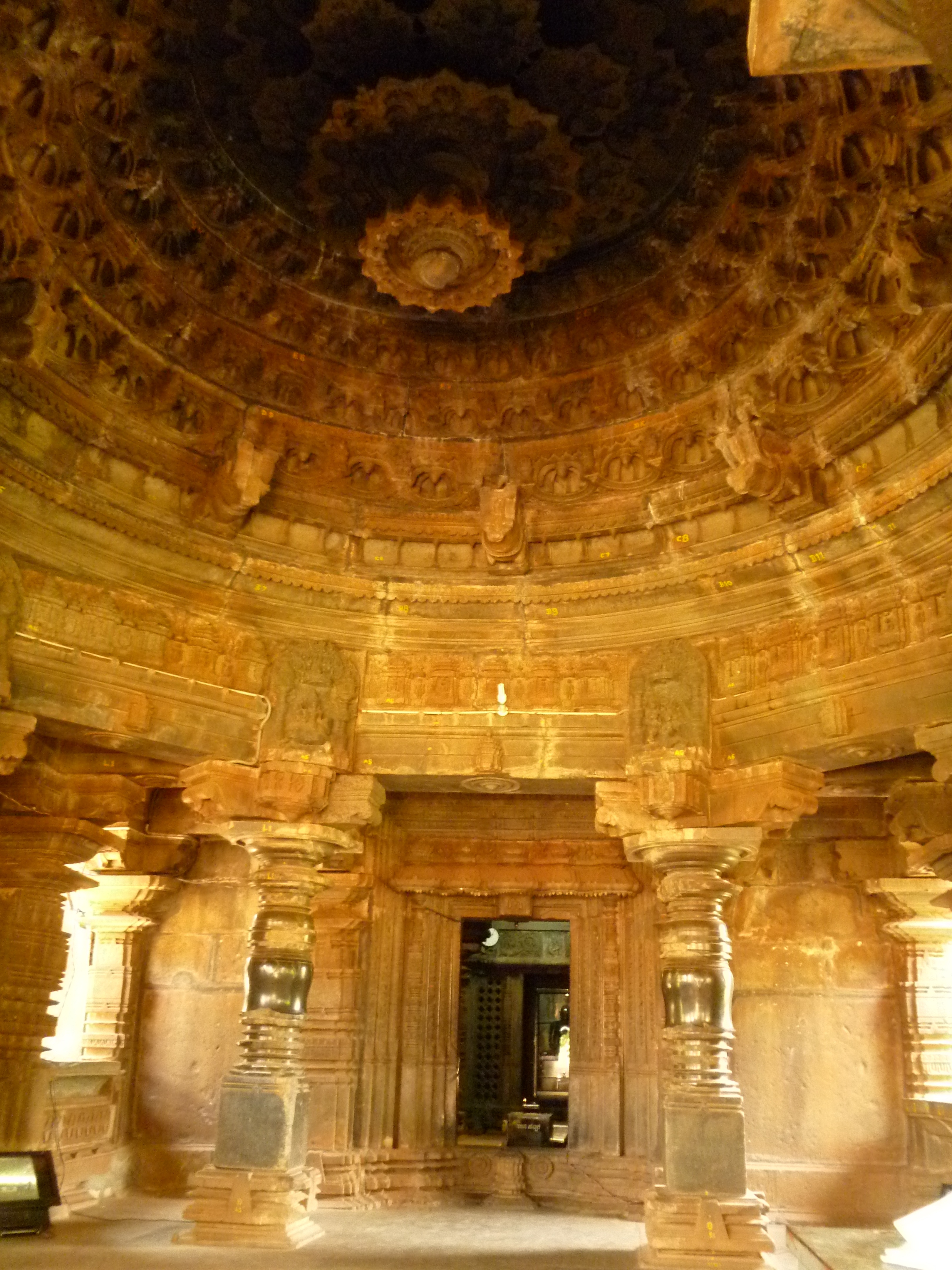
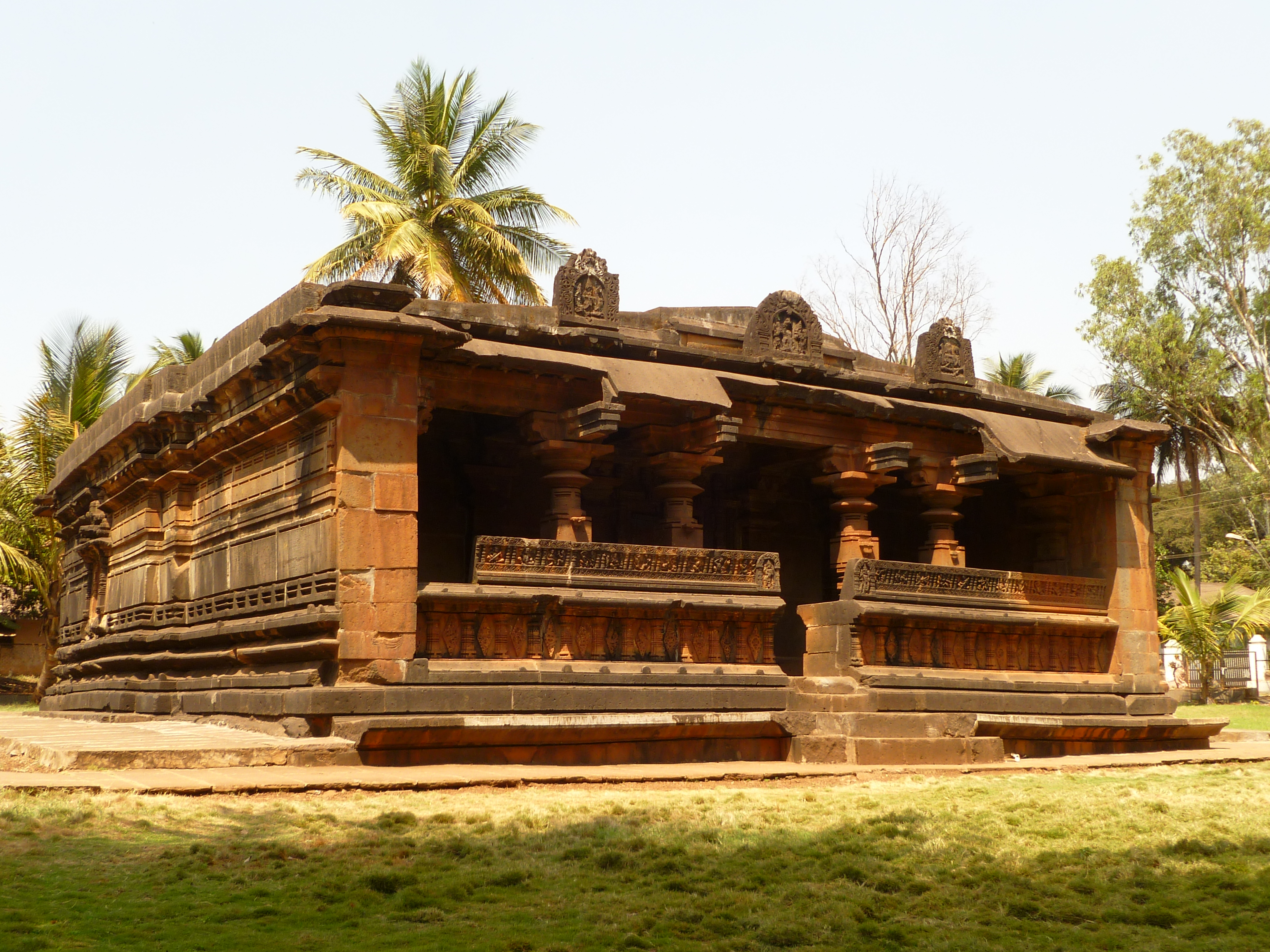
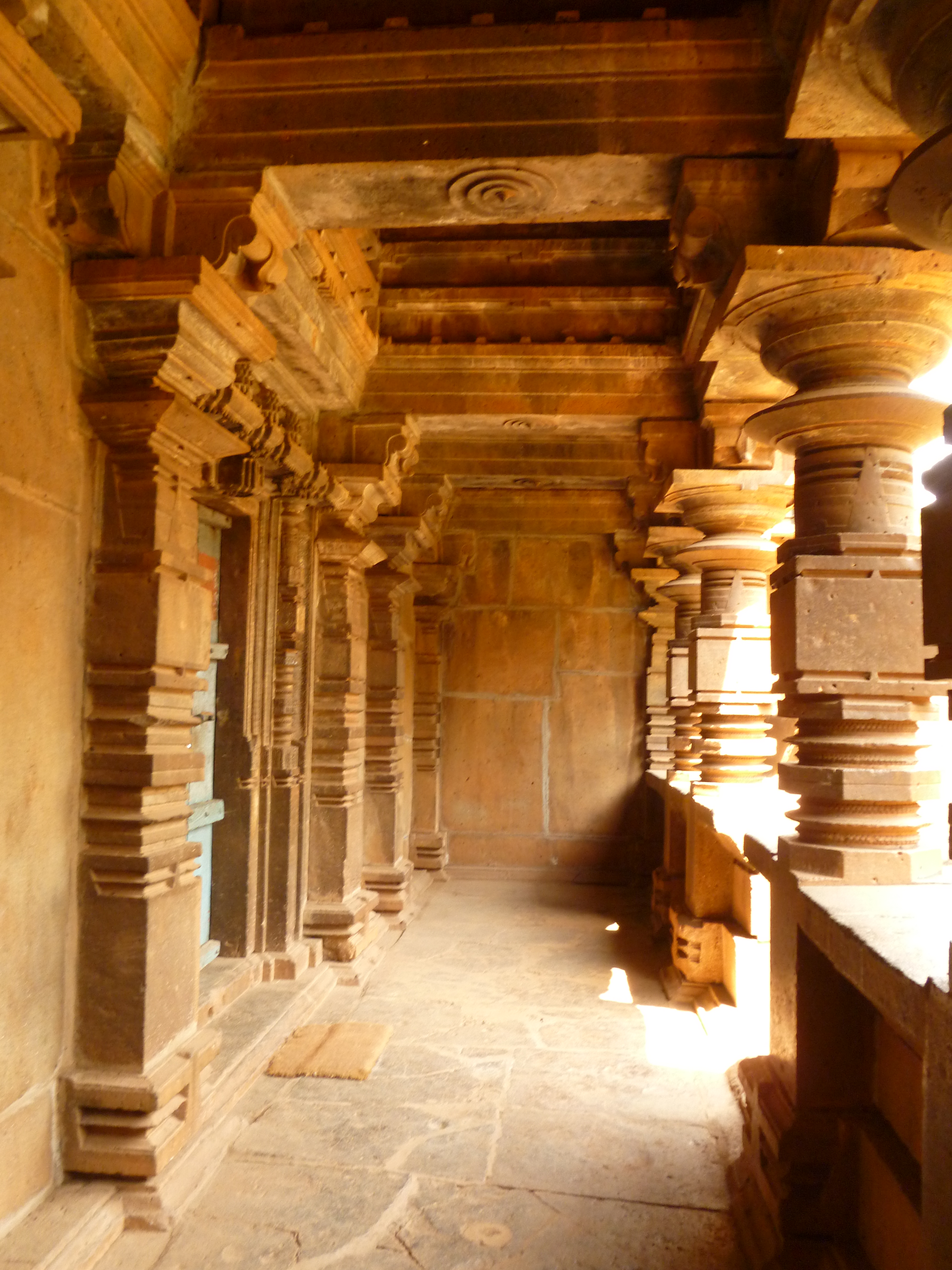
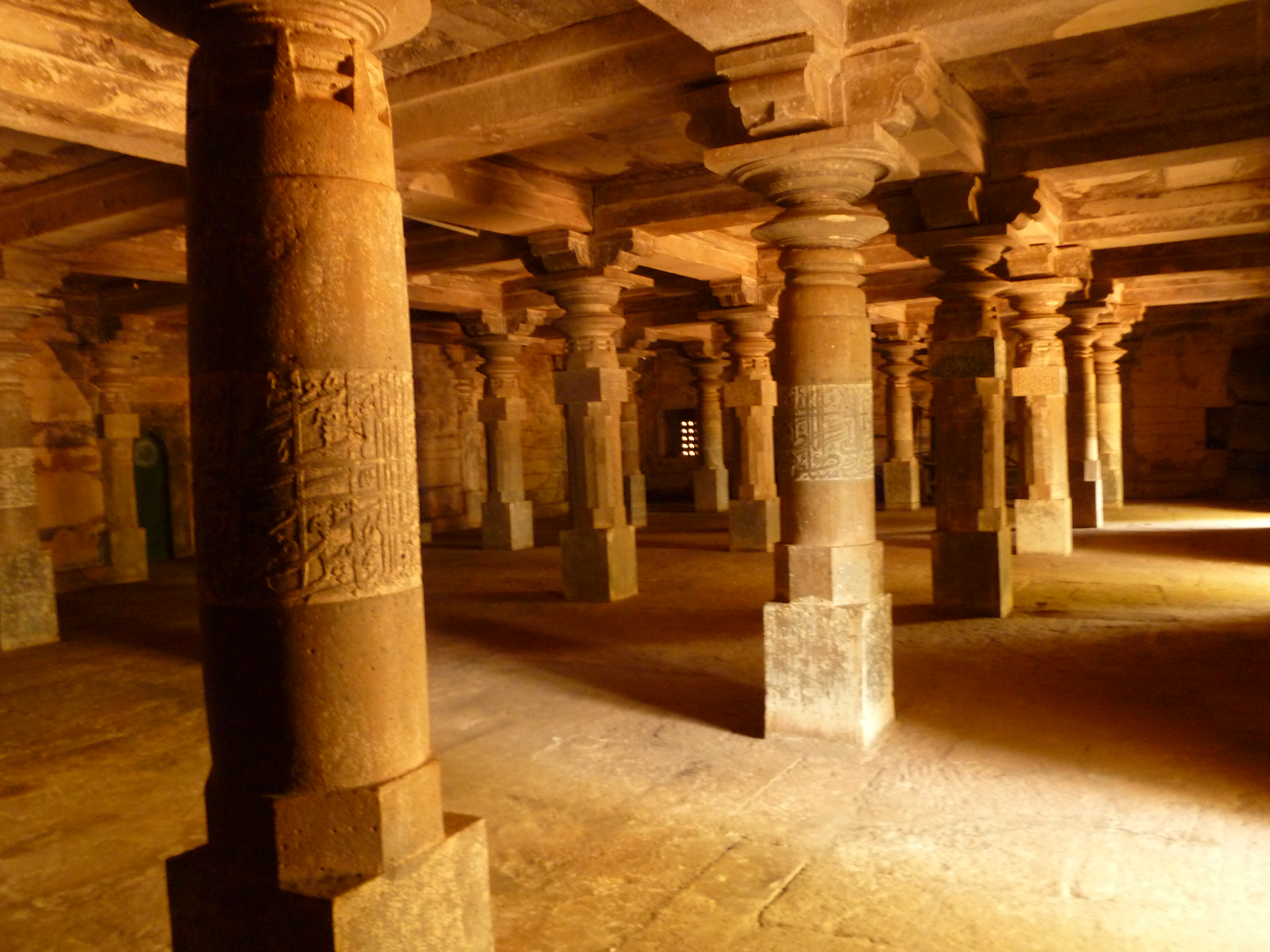